# Vilanova de Sau
Vilanova de Sau – gmina w Hiszpanii, w prowincji Barcelona, w Katalonii, o powierzchni 57,98 km². W 2011 roku gmina liczyła 328 mieszkańców.